# 沙倫貝格巴赫河
51°1′32.74″N 7°5′27.31″E / 51.0257611°N 7.0909194°E
沙倫貝格巴赫河（德語：Scharrenberger Bach），是德國的河流，位於該國西部，處於北萊茵-威斯特法倫州，屬於丁恩河的左支流，河道全長1.3公里，流域面積0.8平方公里。